# Stanisław Składowski
Stanisław Składowski (ur. 23 lipca 1939 w Zakościelu, zm. 27 marca 2015 w Piotrkowie Trybunalskim) – polski polityk, poseł na Sejm PRL VII i VIII kadencji.

## Życiorys
Syn Jana i Zofii. Od 1955 był członkiem Związku Młodzieży Polskiej, od 1958 Związku Młodzieży Socjalistycznej, a od 1959 Polskiej Zjednoczonej Partii Robotniczej. W 1969 uzyskał stopień naukowy doktora w Wyższej Szkole Ekonomicznej w Katowicach. Od 1966 do 1970 był sekretarzem ekonomicznym, a następnie do 1971 I sekretarzem Komitetu Powiatowego PZPR w Koźlu, a od tego samego roku kierownikiem wydziałów (do 1972), sekretarzem Komitetu Wojewódzkiego (1972–1975) i następnie II sekretarzem KW w Opolu. Od 1975 do 1981 był I sekretarzem KW PZPR w Piotrkowie Trybunalskim i zastępcą członka Komitetu Centralnego PZPR. Był także przewodniczącym prezydium Wojewódzkiej Rady Narodowej. Był delegatem na VII i VIII zjazd PZPR (w 1975 i 1980). W 1976 uzyskał mandat posła na Sejm PRL VII kadencji w okręgu piotrkowskim. Zasiadał w Komisji Górnictwa, Energetyki i Chemii. W 1980 uzyskał reelekcję. Zasiadał w Komisji Górnictwa, Energetyki i Chemii, Komisji Spraw Zagranicznych oraz w Komisji Górnictwa, Energetyki i Wykorzystania Zasobów Naturalnych.
W latach 1981–1983 odbył studia doktoranckie w Wyższej Szkole Nauk Społecznych przy KC PZPR. Od 1983 do 1988 pełnił funkcję zastępcy kierownika w wydziałach KC PZPR. Przez wiele lat pracował w Instytucie Agrobiznesu z Informatyką Stosowaną Filii Uniwersytetu Humanistyczno-Przyrodniczego Jana Kochanowskiego (wcześniej Akademii Świętokrzyskiej im. Jana Kochanowskiego) w Piotrkowie Trybunalskim, w latach był 2003–2005 jego dyrektorem.

## Odznaczenia
- Krzyż Kawalerski Orderu Odrodzenia Polski (1974)
- Medal 30-lecia Polski Ludowej